# Jeff Teague
Jeffrey Demarco Teague, detto Jeff (Indianapolis, 10 giugno 1988), è un ex cestista statunitense.

## Biografia
Suo padre, Shawn Teague, ha giocato a pallacanestro all'Università di Boston, dove ha avuto modo di giocare con Drederick Irving, padre di Kyrie Irving.
Suo fratello, Marquis Teague, ha giocato in NBA per i Chicago Bulls, i Brooklyn Nets e i Memphis Grizzlies.

## Carriera
Ha frequentato la Wake Forest University, con la quale nella sua seconda stagione ha avuto una media di 18,8 punti, tirando con il 48,5%. L'11 gennaio 2009 ha realizzato un career-high di 34 punti contro l'università della Carolina del Nord. Durante questa stagione ha inoltre vinto il Naismith Trophy.
Viene selezionato con la 19ª scelta nel primo giro al Draft 2009 dagli Atlanta Hawks. Il 20 luglio 2009 firma un contratto quadriennale con gli Hawks. Il 10 luglio i Milwaukee Bucks gli offrono un contratto quadriennale a 32 milioni di dollari, ma qualche giorno dopo gli Hawks pareggiano l'offerta. Il 18 marzo 2014 realizza un career-high di 34 punti nella vittoria per 118-113 al tempo supplementare contro i Toronto Raptors. Nella stagione 2013-14 guida gli Hawks insieme a Paul Millsap alla qualificazione ai play-off, dove vengono eliminati per 4-3 dagli Indiana Pacers.
Dopo essere approdato proprio ai Pacers nella free agency 2016 ed esserci rimasto una sola stagione con medie di 15,3 punti, 7,8 assist e 1,2 rubate in 32,4 minuti a partita, il 1º luglio 2017, inizio della nuova free agency, firma con i Minnesota Timberwolves.

## Palmarès

### Squadra
- Campionato NBA: 1

Milwaukee Bucks: 2021

### Individuale
- 1 volta NBA All-Star (2015)

## Statistiche

### College
| Anno      | Squadra           | PG | PT | MP   | TC%  | 3P%  | TL%  | RP  | AP  | PRP | SP  | PP   |
| --------- | ----------------- | -- | -- | ---- | ---- | ---- | ---- | --- | --- | --- | --- | ---- |
| 2007-2008 | W.F. Dem. Deacons | 30 | 21 | 29,7 | 43,4 | 39,5 | 80,3 | 2,7 | 2,5 | 1,8 | 0,5 | 13,9 |
| 2008-2009 | W.F. Dem. Deacons | 31 | 31 | 32,0 | 48,5 | 44,1 | 81,7 | 3,3 | 3,5 | 1,9 | 0,6 | 18,8 |
| Carriera  | Carriera          | 61 | 52 | 30,9 | 46,2 | 42,1 | 81,2 | 3,0 | 3,0 | 1,9 | 0,6 | 16,4 |

### NBA

#### Regular Season
| Anno       | Squadra            | PG  | PT  | MP   | TC%  | 3P%  | TL%  | RP  | AP  | PRP | SP  | PP   |
| ---------- | ------------------ | --- | --- | ---- | ---- | ---- | ---- | --- | --- | --- | --- | ---- |
| 2009-2010  | Atlanta Hawks      | 71  | 3   | 10,1 | 39,6 | 21,9 | 83,7 | 0,9 | 1,7 | 0,5 | 0,2 | 3,2  |
| 2010-2011  | Atlanta Hawks      | 70  | 7   | 13,8 | 43,8 | 37,5 | 79,4 | 1,5 | 2,0 | 0,6 | 0,4 | 5,2  |
| 2011-2012  | Atlanta Hawks      | 66  | 66  | 33,1 | 47,6 | 34,2 | 75,7 | 2,4 | 4,9 | 1,6 | 0,6 | 12,6 |
| 2012-2013  | Atlanta Hawks      | 80  | 78  | 32,9 | 45,1 | 35,9 | 88,1 | 2,3 | 7,2 | 1,5 | 0,4 | 14,6 |
| 2013-2014  | Atlanta Hawks      | 79  | 79  | 32,2 | 43,8 | 32,9 | 84,6 | 2,6 | 6,7 | 1,1 | 0,2 | 16,5 |
| 2014-2015  | Atlanta Hawks      | 73  | 72  | 30,5 | 46,0 | 34,3 | 86,2 | 2,5 | 7,0 | 1,7 | 0,4 | 15,9 |
| 2015-2016  | Atlanta Hawks      | 79  | 78  | 28,5 | 43,9 | 40,0 | 83,7 | 2,7 | 5,9 | 1,2 | 0,3 | 15,7 |
| 2016-2017  | Indiana Pacers     | 82  | 82  | 32,4 | 44,2 | 35,7 | 86,7 | 4,0 | 7,8 | 1,2 | 0,4 | 15,3 |
| 2017-2018  | Minnesota T'wolves | 70  | 70  | 33,0 | 44,6 | 36,8 | 84,5 | 3,0 | 7,0 | 1,5 | 0,3 | 14,2 |
| 2018-2019  | Minnesota T'wolves | 42  | 41  | 30,1 | 42,3 | 33,3 | 80,4 | 2,5 | 8,2 | 1,0 | 0,4 | 12,1 |
| 2019-2020  | Minnesota T'wolves | 34  | 13  | 27,8 | 44,8 | 37,9 | 86,8 | 2,6 | 6,1 | 0,7 | 0,4 | 13,2 |
| 2019-2020  | Atlanta Hawks      | 25  | 4   | 20,8 | 41,2 | 33,3 | 88,7 | 2,2 | 4,0 | 0,8 | 0,2 | 7,7  |
| 2020-2021† | Boston Celtics     | 34  | 5   | 18,1 | 41,5 | 46,4 | 83,6 | 1,7 | 2,1 | 0,8 | 0,2 | 6,9  |
| 2020-2021† | Milwaukee Bucks    | 21  | 2   | 15,9 | 46,9 | 38,5 | 86,4 | 1,5 | 2,8 | 0,4 | 0,2 | 6,6  |
| Carriera   | Carriera           | 826 | 600 | 26,8 | 44,4 | 36,0 | 84,4 | 2,4 | 5,6 | 1,1 | 0,3 | 12,2 |
| All-Star   | All-Star           | 1   | 0   | 13,4 | 66,7 | 100  | -    | 1,0 | 2,0 | 2,0 | -   | 14,0 |

### Play-off
| Anno     | Squadra            | PG | PT | MP   | TC%  | 3P%  | TL%  | RP  | AP  | PRP | SP  | PP   |
| -------- | ------------------ | -- | -- | ---- | ---- | ---- | ---- | --- | --- | --- | --- | ---- |
| 2010     | Atlanta Hawks      | 9  | 0  | 6,6  | 33,3 | 40,0 | -    | 0,2 | 0,4 | 0,3 | 0,1 | 1,8  |
| 2011     | Atlanta Hawks      | 8  | 6  | 29,8 | 51,4 | 14,3 | 82,6 | 2,1 | 3,5 | 0,8 | 0,4 | 11,8 |
| 2012     | Atlanta Hawks      | 6  | 6  | 37,5 | 41,1 | 41,2 | 89,5 | 3,7 | 4,2 | 0,8 | 0,8 | 14,0 |
| 2013     | Atlanta Hawks      | 6  | 6  | 35,5 | 33,3 | 30,0 | 82,1 | 2,8 | 5,0 | 1,5 | 0,3 | 13,3 |
| 2014     | Atlanta Hawks      | 7  | 7  | 34,6 | 39,3 | 33,3 | 95,0 | 3,7 | 5,0 | 1,0 | 0,3 | 19,3 |
| 2015     | Atlanta Hawks      | 16 | 16 | 33,1 | 41,0 | 32,3 | 86,7 | 3,2 | 6,7 | 1,5 | 0,4 | 16,8 |
| 2016     | Atlanta Hawks      | 10 | 10 | 27,9 | 38,0 | 25,0 | 84,6 | 1,9 | 6,2 | 0,6 | 0,2 | 14,5 |
| 2017     | Indiana Pacers     | 4  | 4  | 35,5 | 48,9 | 52,9 | 83,3 | 3,3 | 6,3 | 1,0 | 0,8 | 17,0 |
| 2018     | Minnesota T'wolves | 5  | 5  | 30,6 | 45,1 | 38,9 | 70,6 | 3,6 | 5,8 | 0,6 | 0,4 | 13,0 |
| 2021†    | Milwaukee Bucks    | 16 | 0  | 7,4  | 29,0 | 45,5 | 81,8 | 0,5 | 0,8 | 0,2 | 0,0 | 2,0  |
| Carriera | Carriera           | 87 | 60 | 25,3 | 40,5 | 34,3 | 85,4 | 2,2 | 4,1 | 0,8 | 0,3 | 11,4 |